# NAHL 2012/13
Die Saison 2012/13 der Nationalen Amateur Hockey Liga (NAHL) war die erste von zwei Spielzeiten der dritthöchsten Spielklasse im österreichischen Eishockey unter diesem Namen. Die aus sieben Mannschaften bestehende Liga endete mit dem Titelgewinn der EC Tarco Wölfe Klagenfurt. Die Liga wurde vom Steirischen Eishockeyverband durchgeführt.

## Vorgeschichte
Als nach dem Ende der Spielzeit 2011/12 nur noch vier Teams für die zweitklassige österreichische Nationalliga verblieben waren und daher an ihrer Stelle eine internationale Liga (Inter-National-League – INL) gegründet wurde, wuchs das Interesse an der Wiedereinführung einer dritten landesweiten Spielklasse, die zuletzt in der Saison 2010/11 (als Oberliga) ausgetragen worden war.

## Teilnehmende Mannschaften
Der Steirische Eishockeyverband fand sich bereit, diese Liga zu organisieren. Sie war für ambitionierte Amateurvereine aus den Landesverbänden vorgesehen, für die eine Teilnahme an der INL zu aufwendig gewesen wäre, und erhielt daher den Namen Nationale Amateur Hockey Liga (abgekürzt NAHL). Folgende Teilnehmer meldeten für die Liga:
- Kapfenberg Bulls (Steiermark), 2011/12 noch in der Nationalliga und vorher in der Oberliga
- EC Oilers Salzburg (Salzburg), 2010/11 bereits in der Oberliga
- ATUS Weiz Bulls (Steiermark), 2010/11 bereits in der Oberliga
- EV Zeltweg 2010 (Steiermark), Vorgängerverein 2009/10 letztmals in der Oberliga
- EC Tarco Wölfe Klagenfurt (Kärnten), 2008/09 letztmals in der Oberliga
- EC Kitzbühel (Tirol), bislang in der Eliteliga Tirol
- HC Kufstein (Tirol), bislang in der Eliteliga Tirol

## Meisterschaft

### Modus
Im Grunddurchgang spielen die teilnehmenden Mannschaften eine Doppelrunde gegeneinander (je 24 Spiele). Anschließend qualifizieren sich die vier bestplatzierten Teams für die Play-off. Dabei spielen im Halbfinale das erst- gegen das viertplatzierte Team sowie das zweit- gegen das drittplatzierte Team im Modus „Best-of-Three“. Die beiden Sieger der Halbfinalserien spielen anschließend im Finale im Modus „Best-of-Five“, wobei das besser platzierte Team aus dem Grunddurchgang im ersten Spiel Heimrecht hat.

### Grunddurchgang
| Rang | Team                      | SP | S  | N  | OTS | OTN | T   | GT  | TD  | PKT |
| ---- | ------------------------- | -- | -- | -- | --- | --- | --- | --- | --- | --- |
| 1    | EC Kitzbühel              | 24 | 18 | 3  | 2   | 1   | 140 | 69  | +71 | 59  |
| 2    | EC Tarco Wölfe Klagenfurt | 24 | 16 | 5  | 2   | 1   | 141 | 80  | +61 | 53  |
| 3    | EV Zeltweg 2010           | 24 | 13 | 9  | 0   | 2   | 129 | 112 | +17 | 41  |
| 4    | Kapfenberg Bulls          | 24 | 11 | 11 | 1   | 1   | 103 | 91  | +12 | 36  |
| 5    | EC Oilers Salzburg        | 24 | 9  | 12 | 2   | 1   | 94  | 108 | −14 | 32  |
| 6    | ATUS Weiz Bulls           | 24 | 5  | 17 | 1   | 1   | 74  | 131 | −57 | 18  |
| 7    | HC Kufstein               | 24 | 4  | 19 | 0   | 1   | 62  | 152 | −90 | 13  |

Legende: Sp = Spiele, S = Siege, N = Niederlagen, OTS = Siege nach Verlängerung, OTN = Niederlage nach Verlängerung, T = Tore, GT = Gegentore, TD = Tordifferenz, PKT = Punkte

### Halbfinale
| Begegnung                                        | Endstand | Spiel 1 | Spiel 2 | Spiel 3 |
| ------------------------------------------------ | -------- | ------- | ------- | ------- |
| EC Kitzbühel (1) – Kapfenberg Bulls (4)          | 0:2      | 2:7     | 2:5     |         |
| Tarco Wölfe Klagenfurt (2) – EV Zeltweg 2010 (3) | 2:0      | 4:1     | 8:2     |         |

### Finale
| Begegnung                                         | Endstand | Spiel 1 | Spiel 2 | Spiel 3 | Spiel 4 | Spiel 5   |
| ------------------------------------------------- | -------- | ------- | ------- | ------- | ------- | --------- |
| Tarco Wölfe Klagenfurt (2) – Kapfenberg Bulls (4) | 3:2      | 2:3     | 5:3     | 6:1     | 4:7     | 4:3 n. V. |